# 四家子蒙古族乡
四家子蒙古族乡是中华人民共和国辽宁省沈阳市法库县下辖的一个民族乡。

## 行政区划
四家子蒙古族乡下辖以下村级行政区划单位：
四家子村、王爷陵村、陈五十屯村、李祥堡村、陶家屯村、红沙地村、后满洲屯村、满洲屯村和公主陵村。